# 国立体育大学
国立体育大学（こくりつたいいくだいがく、國立體育大學、英語: National Taiwan Sport University）は、桃園市亀山区文化一路250号に本部を置く中華民国の国立大学。1987年創立、2009年大学設置。大学の略称は国体、国体大。

## 歴史
| 年     | 月日   | 事跡 |
| ------ | ------ | ---- |
| 1987年 | 7月1日 | 開校 |

## 組織
- 陸上運動技術系
- 器具運動技術系
- 球技運動技術系
- 運動保健学系
- 適応体育学系
- レジャー産業経営学系
- 体育研究所
- 運動科学研究所
- 教練研究所
- スポーツ振興研究所
- 運動技術研究所
- 運動傷害防止室
- 教養課程センター
- 教職養成センター

## 主な出身者
- 姜建銘 - プロ野球選手 読売ジャイアンツ(2005 - 2008)
- 陳偉殷 - プロ野球選手 中日ドラゴンズ (2004 - 2011) / ボルチモア・オリオールズ (2012 - 2015) / マイアミ・マーリンズ (2016 - 2019) / 千葉ロッテマリーンズ (2020) / 阪神タイガース (2021 - 2022) / ロングアイランド・ダックス  (2024)
- 黄志龍 - プロ野球選手 読売ジャイアンツ(2010 - 2011)
- 林恩宇 - プロ野球選手 東北楽天ゴールデンイーグルス (2007 - 2009)
- 陳冠宇 - プロ野球選手 横浜ベイスターズ・横浜DeNAベイスターズ (2011 - 2014) / 千葉ロッテマリーンズ (2015 - 2020)
- 宋家豪 - プロ野球選手 東北楽天ゴールデンイーグルス (2016 - )
- 陳睦衡 - プロ野球選手 オリックス・バファローズ (2025 - )